# Pierre Brun
Pierre Brun (Le Chesnay, 25 settembre 1996) è un cestista francese.